# Microphiopholis
Microphiopholis is een geslacht van slangsterren uit de familie Amphiuridae.

## Soorten
- Microphiopholis atra (Stimpson, 1852)
- Microphiopholis geminata (LeConte, 1851)
- Microphiopholis gracillima (Stimpson, 1854)
- Microphiopholis platydisca (Nielsen, 1932)
- Microphiopholis puntarenae (Lütken, 1856)
- Microphiopholis subtilis (Ljungman, 1867)